# بخش پونچ

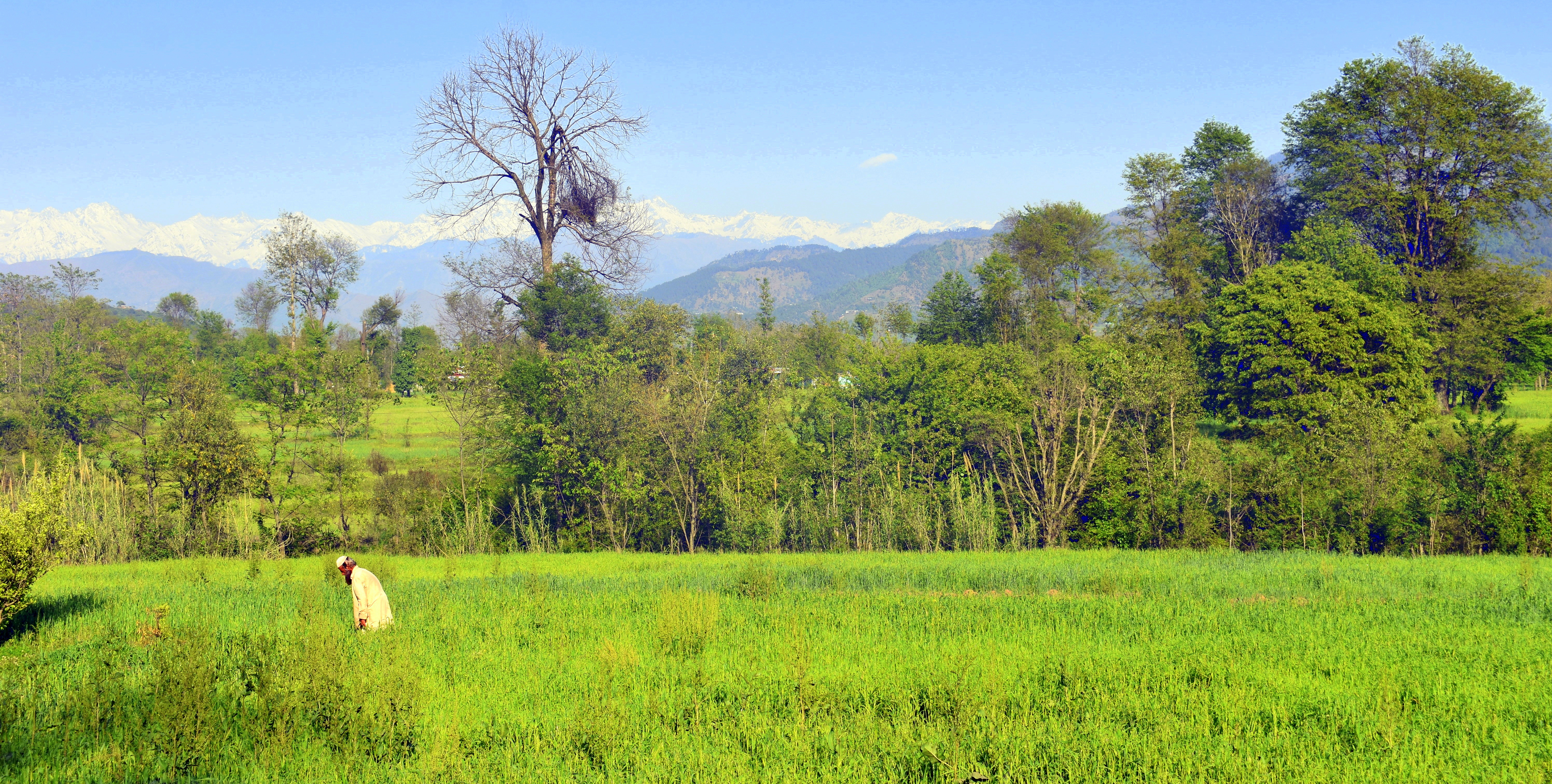
نمایی از بخش پونچ در کشمیر آزاد، پاکستان - ۲۰۱۷

بخش پونچ (انگلیسی: Poonch Division) یکی از بخش‌های پاکستان در کشمیر آزاد بود که در اصلاحات انجام‌گرفته در سال ۲۰۰۰، ساختار بخش در پاکستان حذف گردید. اما در سال ۲۰۰۸ مجدداً بازگردانده شد. ناحیه‌های آن عبارت بودند از:
- ناحیه باغ
- ناحیه حویلی
- ناحیه پونچ
- ناحیه سدهنوتی